# Японская морская свинья
Японская морская свинья (англ. Neophocaena sunameri) — вид зубатых китов из семейства морских свиней (Phocoenidae). Обитает в Восточно-Китайском море, Жёлтом море и в районе Японских островов.

## Классификация
Вид был научно описан в 1975 году. С тех пор он нередко считался подвидом беспёрой морской свиньи (Neophocaena phocaenoides sunameri), а затем выделенной в 2008 году в самостоятельный вид восточноазиатской морской свиньи (Neophocaena asiaeorientalis sunameri). В 2018 году японская морская свинья повторно получила видовую самостоятельность.

## Описание
Новорожденные особи тёмно-серые, но с возрастом светлеют. В отличие от беспёрой морской свиньи, у японской и восточноазиатской спинной гребень несколько выше и намного уже (0,2—1,2 см в ширину), с 1—10 рядами бугорков (у беспёрой 10—25 рядов при ширине 3,5—12,0 см).

## Рацион
Авторы исследования 2016 года проанализировали образцы японских морских свиней со всего их ареала (итого 23 особи) с целью определения рациона вида. Видовая принадлежность добычи была определена путём морфологического и митохондриального анализа методом баркодирования гена цитохромоксидазы I (COI). В результате был установлен 21 вид, в том числе 16 видов рыб, 2 вида головоногих моллюсков, 2 вида ракообразных и 1 вид двустворчатых моллюсков. Преобладающей добычей оказались рыбы Odontamblyopus lacepedii (Oxudercidae), Scomber australasicus (Scombridae), Larimichthys polyactis, Nibea albiflora (Sciaenidae) и Saurida elongate (Synodontidae).

## Угрозы
Красная книга МСОП следует оспоренной в 2018 году классификации, в рамках которой японская и восточноазиатская морские свиньи объединяются в один вид N. asiaeorientalis. Этому единому виду присвоен статус вымирающего (англ. Endangered, EN).
В 2018 году было опубликовано исследование, направленное на поиск микропластика в желудочно-кишечном тракте японских морских свиней из Жёлтого моря и залива Бохайвань. Учёные нашли частицы пластика в пищевой трубке каждого изученного экземпляра со среднем содержанием 19,1 ± 7,2 единиц на особь. Отмечается, что складчатая структура в передней части тракта способна улавливать микропластик, вследствие чего тот остаётся в организме морской свиньи.